# Lista de canções gravadas por John Lennon

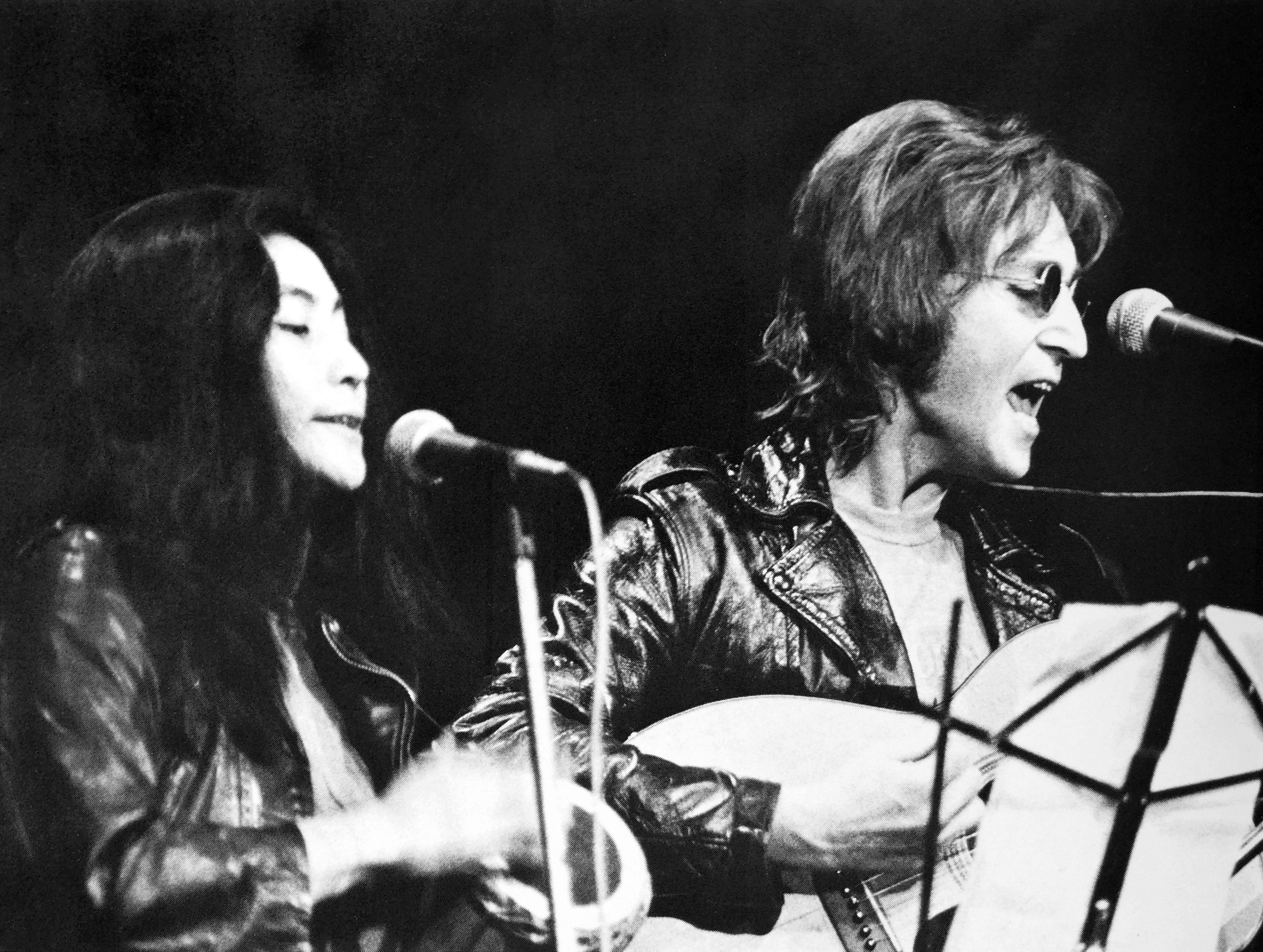
Yoko Ono e John Lennon durante apresentação em dezembro de 1971

Esta é uma lista de canções gravadas por John Lennon (1940–1980), um músico britânico que ganhou destaque como membro dos Beatles. Sua parceria de composição com o colega de banda Paul McCartney foi uma das mais célebres da história da música. Após o término da banda, Lennon gravou mais de 150 canções como artista solo. Entre 1968 e 1969, ele lançou três álbuns experimentais de vanguarda com a sua esposa Yoko Ono, além de um álbum ao vivo e dois singles, "Give Peace a Chance" e "Cold Turkey", com a Plastic Ono Band. Seu primeiro single antes da separação dos Beatles foi "Instant Karma!"
Seu álbum solo de estreia, John Lennon/Plastic Ono Band, foi lançado no final de 1970. Influenciadas pela terapia primal, suas canções são conhecidas por sua natureza intensa e som "cru", contendo letras pessoais que tratam de temas de perda, abandono e sofrimento. Foi seguido por Imagine, lançado em 1971. Co-produzido por Phil Spector e com participações do ex-Beatle George Harrison, Imagine apresenta canções com arranjos mais calmos e elaborados em comparação com o antecessor, com letras discutindo paz, amor e até mesmo um ataque ao ex-colega de banda Paul McCartney em "How Do You Sleep?" Sua faixa-título, em particular, é considerada uma das melhores de Lennon. Também foi gravada durante esse período a canção natalina "Happy Xmas (War Is Over)". Some Time in New York City (1972), um álbum parcialmente ao vivo com Yoko Ono e Elephant's Memory, continha canções de Lennon e Ono, com letras discutindo questões políticas e sociais e tópicos como sexismo, encarceramento, colonialismo e racismo. Mind Games (1973), o primeiro álbum produzido pelo próprio músico, marcou um retorno às composições introspectivas, apresentando canções de amor, hard rock e bem humoradas. Walls and Bridges (1974), gravado durante seus dezoito meses de separação de Ono, apresenta canções de rock e pop que refletiam os sentimentos de Lennon na época, com contribuições de Elton John. Rock 'n' Roll (1975), um álbum de covers do final dos anos 1950 e início dos anos 1960, incluiu músicas como "Stand By Me", "Peggy Sue" e "You Can't Catch Me". Depois de Rock 'n' Roll, Lennon começou um hiato de cinco anos da indústria da música para criar seu filho Sean, apesar de gravar demos ocasionalmente.
Lennon voltou à música em 1980 com Ono com o álbum Double Fantasy. Co-produzido por Jack Douglas, as canções do álbum se concentram principalmente no relacionamento do casal, enfatizando o amor um pelo outro e pelo filho Sean, com algumas delas discutindo sobre o hiato de Lennon. O músico foi assassinado fora de seu apartamento em Nova Iorque três semanas após o lançamento deste álbum. Nos anos seguintes à sua morte, muitas canções inéditas foram lançadas em outros álbuns, incluindo Milk and Honey (1984), Menlove Ave. (1986) e Anthology (1998).

## Canções

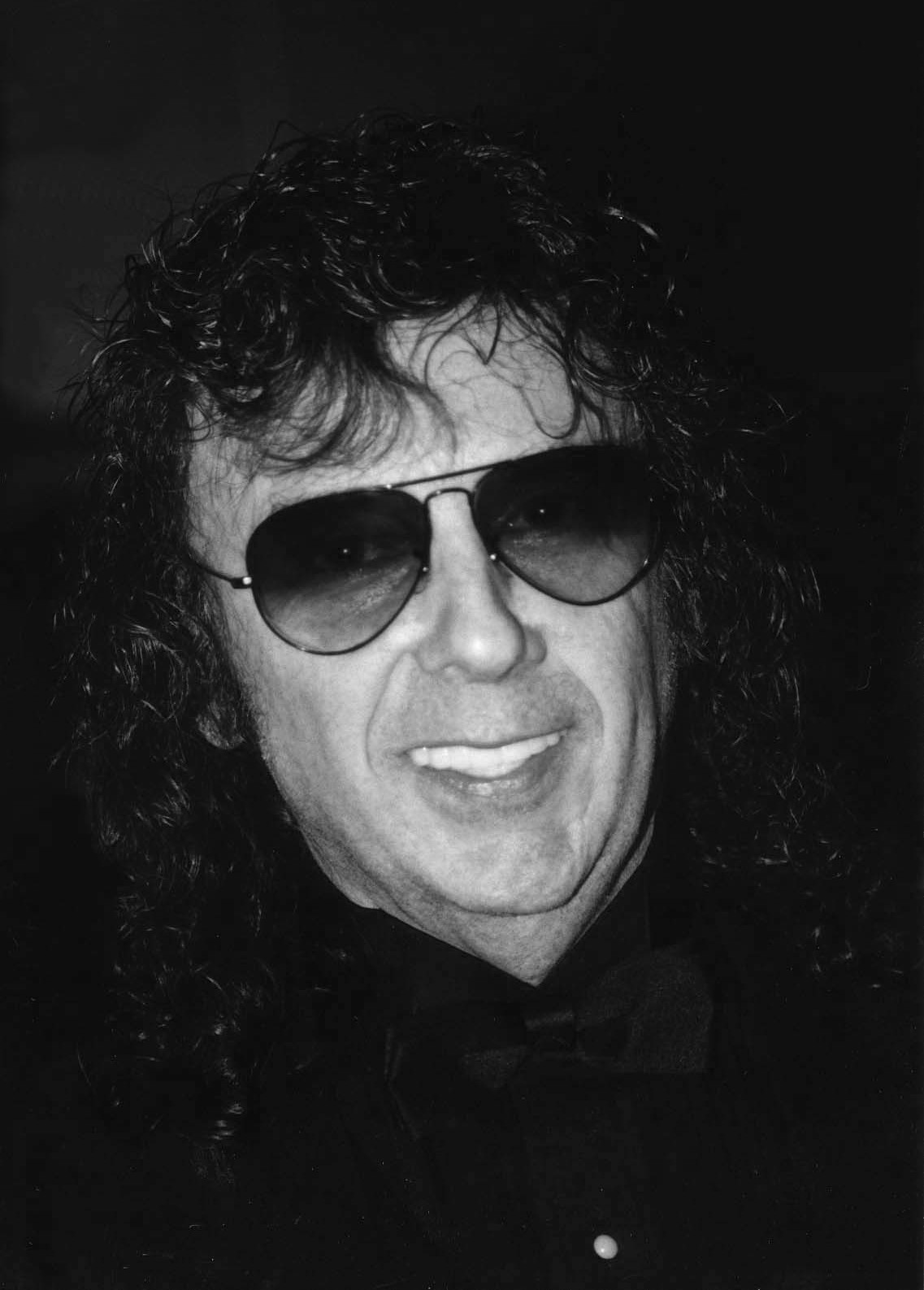
Phil Spector coproduziu os álbuns John Lennon/Plastic Ono Band (1970), Imagine (1971), Some Time in New York City (1972) e Rock 'n' Roll (1975)

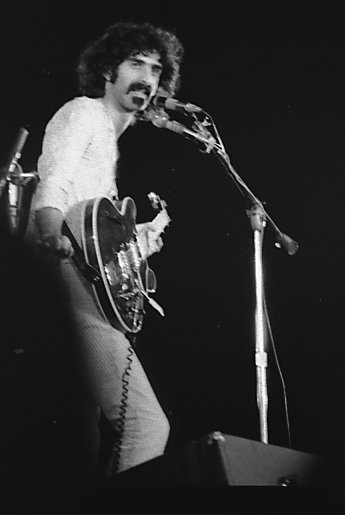
Lennon e Ono apresentaram quatro canções de Some Time in New York City (1972) ao vivo com Frank Zappa e sua banda the Mothers of Invention

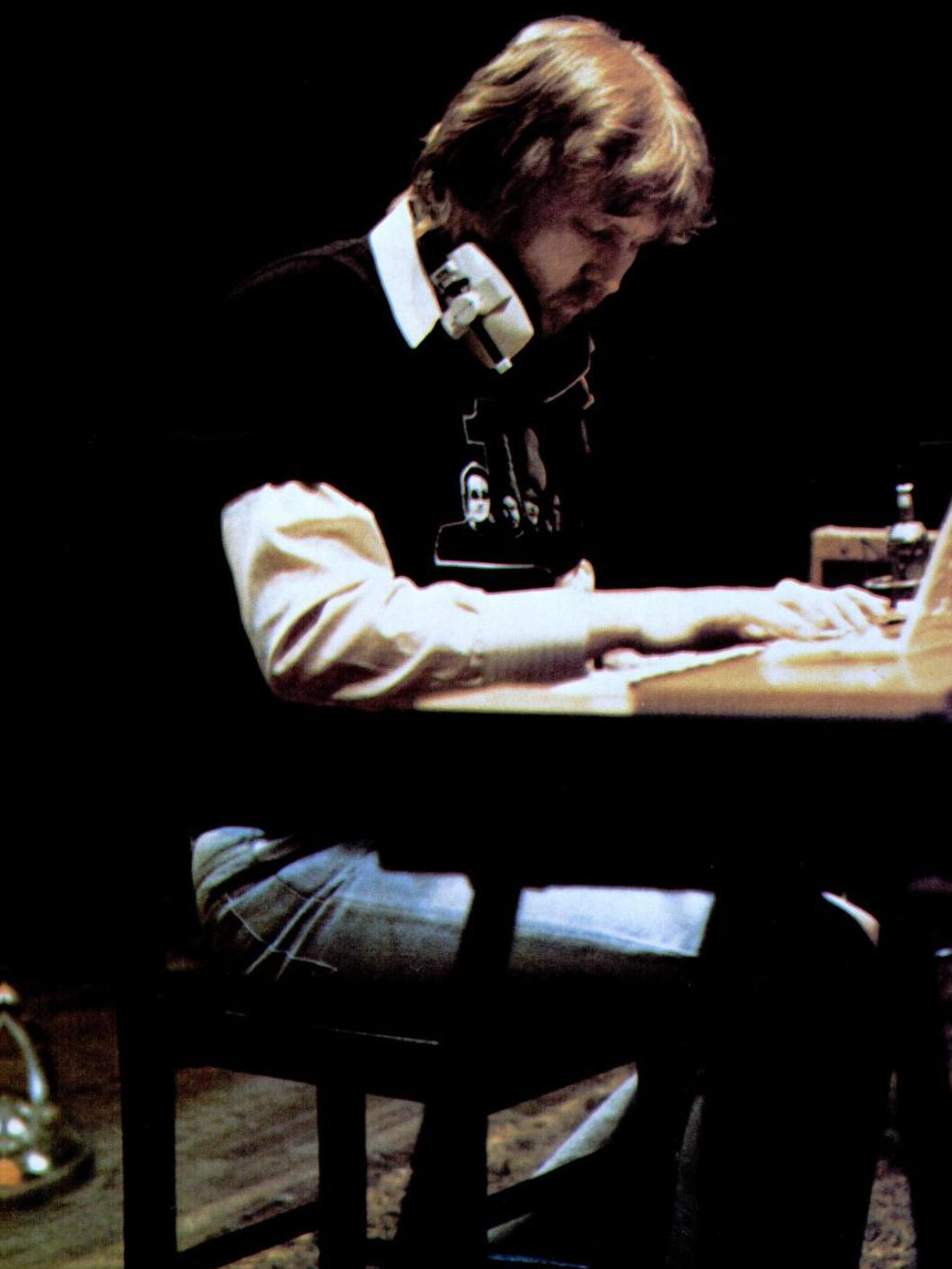
Lennon co-escreveu "Old Dirt Road" com Harry Nilsson, lançada em Walls and Bridges (1974)

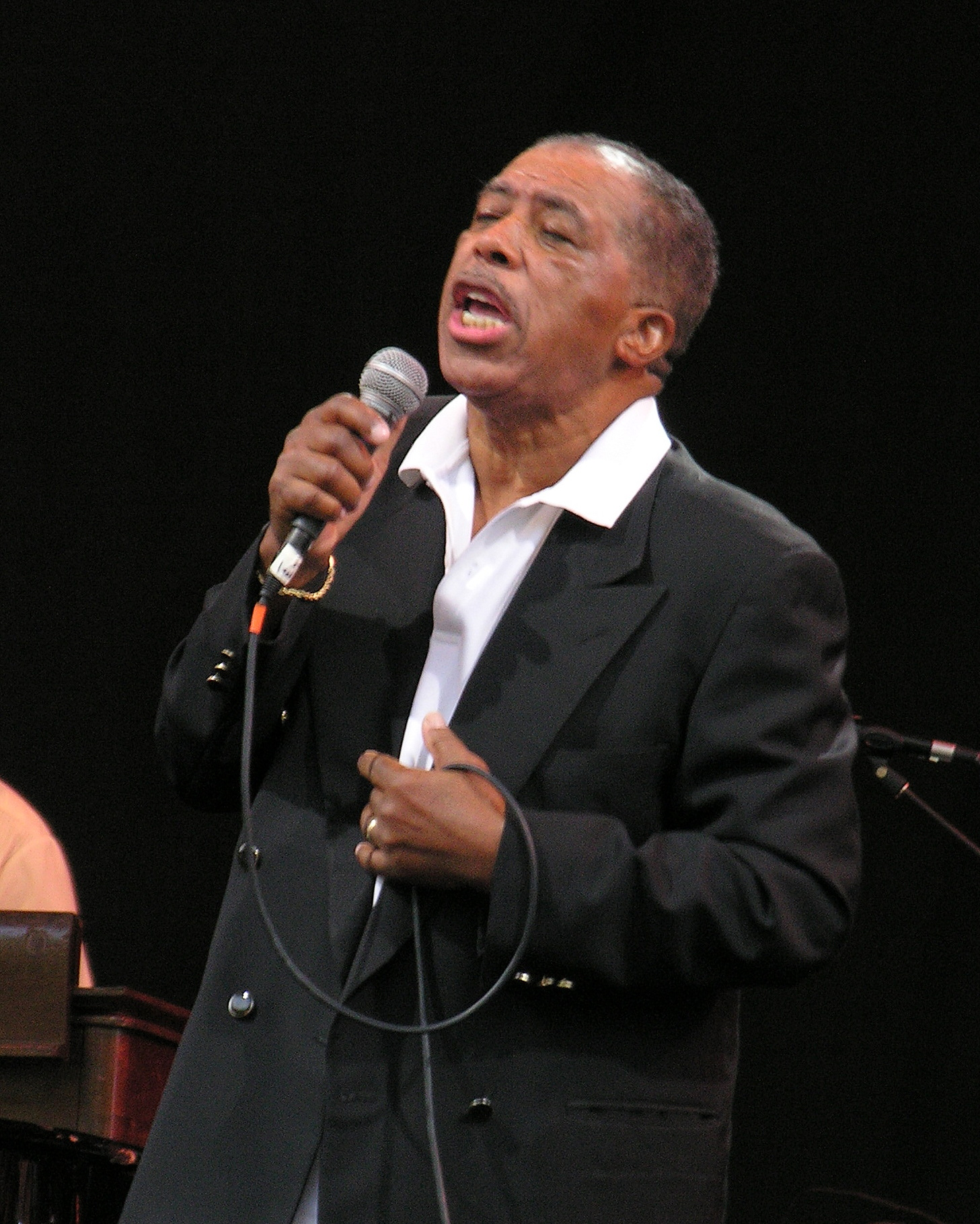
Lennon regravou a canção "Stand By Me", de Ben E. King, para seu álbum de 1975 Rock 'n' Roll

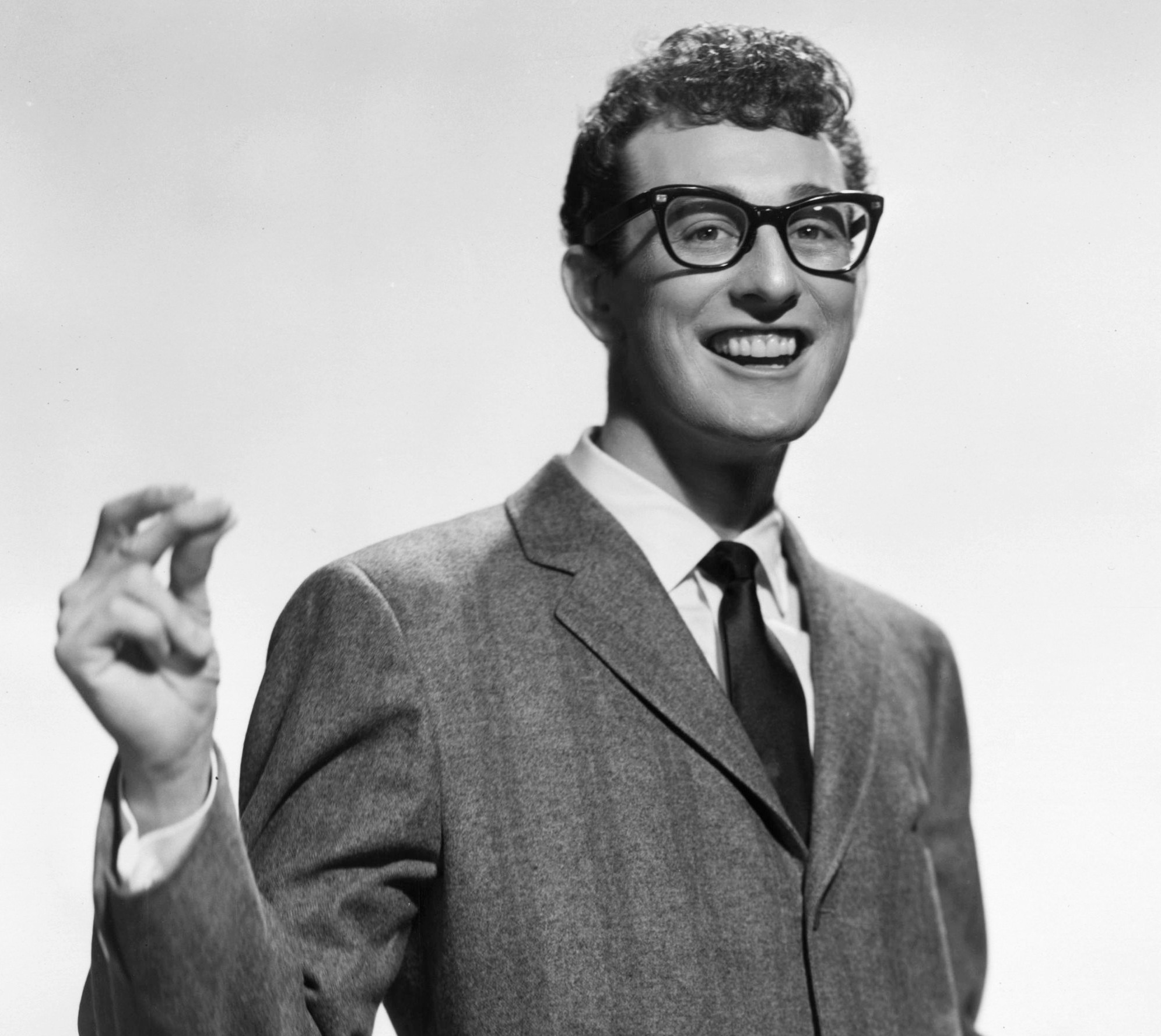
Lennon regravou a canção "Peggy Sue", de Buddy Holly, para seu álbum Rock 'n' Roll

| †                                      | Indica canção não escrita ou co-escrita por John Lennon |
| ‡                                      | Indica lançamento como single                           |
| Indica canção creditada a Lennon e Ono | Indica canção creditada a Lennon e Ono                  |

| Canção                                                                                       | Compositor(es)                                          | Lançamento original                                | Produtor(es)                      | Ano  | Ref.   |
| -------------------------------------------------------------------------------------------- | ------------------------------------------------------- | -------------------------------------------------- | --------------------------------- | ---- | ------ |
| "#9 Dream" ‡                                                                                 | John Lennon                                             | Walls and Bridges                                  | John Lennon                       | 1974 | [ 22 ] |
| "Ain't She Sweet"                                                                            | Jack Yellen Milton Ager †                               | John Lennon Anthology                              | Yoko Ono Rob Stevens              | 1998 | [ 23 ] |
| "Ain't That a Shame"                                                                         | Fats Domino Dave Bartholomew †                          | Rock 'n' Roll                                      | John Lennon                       | 1975 | [ 24 ] |
| "Aisumasen (I'm Sorry)"                                                                      | John Lennon                                             | Mind Games                                         | John Lennon                       | 1973 | [ 25 ] |
| "Amsterdam"                                                                                  | John Lennon Yoko Ono                                    | Wedding Album                                      | John Lennon Yoko Ono              | 1969 | [ 26 ] |
| "Angel Baby"                                                                                 | Rosie Hamlin †                                          | Menlove Ave.                                       | John Lennon Phil Spector          | 1986 | [ 27 ] |
| "Angela" · (com Elephant's Memory)                                                           | John Lennon Yoko Ono                                    | Some Time in New York City                         | John Lennon Yoko Ono Phil Spector | 1972 | [ 28 ] |
| "Attica State" · (com Elephant's Memory)                                                     | John Lennon Yoko Ono                                    | Some Time in New York City                         | John Lennon Yoko Ono Phil Spector | 1972 | [ 28 ] |
| "Aü" (ao vivo) · (com the Mothers of Invention)                                              | John Lennon Yoko Ono                                    | Some Time in New York City                         | John Lennon Yoko Ono Phil Spector | 1972 | [ 28 ] |
| "Baby's Heartbeat"                                                                           | John Lennon Yoko Ono                                    | Unfinished Music No. 2: Life with the Lions        | John Lennon Yoko Ono              | 1969 | [ 29 ] |
| "Be My Baby"                                                                                 | Phil Spector Ellie Greenwich Jeff Barry †               | John Lennon Anthology                              | Yoko Ono Rob Stevens              | 1998 | [ 23 ] |
| "Be-Bop-A-Lula"                                                                              | Bill Davis Gene Vincent †                               | Rock 'n' Roll                                      | John Lennon                       | 1975 | [ 24 ] |
| "Beautiful Boy (Darling Boy)" ‡                                                              | John Lennon                                             | Double Fantasy                                     | John Lennon Yoko Ono Jack Douglas | 1980 | [ 30 ] |
| "Beautiful Boys"                                                                             | Yoko Ono †                                              | Double Fantasy                                     | John Lennon Yoko Ono Jack Douglas | 1980 | [ 30 ] |
| "Beef Jerky"                                                                                 | John Lennon                                             | Walls and Bridges                                  | John Lennon                       | 1974 | [ 22 ] |
| "Bless You"                                                                                  | John Lennon                                             | Walls and Bridges                                  | John Lennon                       | 1974 | [ 22 ] |
| "Blue Suede Shoes" (ao vivo) (Plastic Ono Band)                                              | Carl Perkins †                                          | Live Peace in Toronto 1969                         | John Lennon Yoko Ono              | 1969 | [ 31 ] |
| "Bony Moronie"                                                                               | Larry Williams †                                        | Rock 'n' Roll                                      | Phil Spector                      | 1975 | [ 24 ] |
| "Born in a Prison" · (com Elephant's Memory)                                                 | Yoko Ono †                                              | Some Time in New York City                         | John Lennon Yoko Ono Phil Spector | 1972 | [ 28 ] |
| "Borrowed Time" ‡                                                                            | John Lennon                                             | Milk and Honey                                     | John Lennon Yoko Ono              | 1984 | [ 32 ] |
| "Bring On the Lucie (Freda Peeple)"                                                          | John Lennon                                             | Mind Games                                         | John Lennon                       | 1973 | [ 25 ] |
| "Cambridge 1969"                                                                             | John Lennon Yoko Ono                                    | Unfinished Music No. 2: Life with the Lions        | John Lennon Yoko Ono              | 1969 | [ 29 ] |
| "Cleanup Time"                                                                               | John Lennon                                             | Double Fantasy                                     | John Lennon Yoko Ono Jack Douglas | 1980 | [ 30 ] |
| "Cold Turkey" ‡ (Plastic Ono Band)                                                           | John Lennon                                             | —                                                  | John Lennon Yoko Ono              | 1969 | [ 33 ] |
| "Come Together" (ao vivo)                                                                    | John Lennon Paul McCartney                              | Live in New York City                              | Yoko Ono                          | 1986 | [ 34 ] |
| "Crippled Inside"                                                                            | John Lennon                                             | Imagine                                            | John Lennon Yoko Ono Phil Spector | 1971 | [ 35 ] |
| "Dear John"                                                                                  | John Lennon                                             | John Lennon Anthology                              | Yoko Ono Rob Stevens              | 1998 | [ 23 ] |
| "Dear Yoko"                                                                                  | John Lennon                                             | Double Fantasy                                     | John Lennon Yoko Ono Jack Douglas | 1980 | [ 30 ] |
| "Dizzy, Miss Lizzy" (ao vivo) (Plastic Ono Band)                                             | Larry Williams †                                        | Live Peace in Toronto 1969                         | John Lennon Yoko Ono              | 1969 | [ 31 ] |
| "Do You Wanna Dance?"                                                                        | Bobby Freeman †                                         | Rock 'n' Roll                                      | John Lennon                       | 1975 | [ 24 ] |
| "Do the Oz"                                                                                  | John Lennon Yoko Ono                                    | John Lennon Anthology                              | Yoko Ono Rob Stevens              | 1998 | [ 23 ] |
| "Don't Be Scared"                                                                            | Yoko Ono †                                              | Milk and Honey                                     | John Lennon Yoko Ono              | 1984 | [ 32 ] |
| "Don't Worry Kyoko" ‡ (Yoko Ono e Plastic Ono Band)                                          | Yoko Ono †                                              | Fly                                                | John Lennon Yoko Ono              | 1971 | [ 36 ] |
| "Every Man Has a Woman Who Loves Him" ‡                                                      | Yoko Ono †                                              | Double Fantasy                                     | John Lennon Yoko Ono Jack Douglas | 1980 | [ 30 ] |
| "(Forgive Me) My Little Flower Princess"                                                     | John Lennon                                             | Milk and Honey                                     | John Lennon Yoko Ono              | 1984 | [ 32 ] |
| "Free as a Bird" (demo)                                                                      | John Lennon                                             | –                                                  | –                                 | –    | [ 37 ] |
| "Gimme Some Truth"                                                                           | John Lennon                                             | Imagine                                            | John Lennon Yoko Ono Phil Spector | 1971 | [ 35 ] |
| "Give Me Something"                                                                          | Yoko Ono †                                              | Double Fantasy                                     | John Lennon Yoko Ono Jack Douglas | 1980 | [ 30 ] |
| "Give Peace a Chance" ‡ (Plastic Ono Band)                                                   | John Lennon Paul McCartney                              | —                                                  | John Lennon Yoko Ono              | 1969 | [ 39 ] |
| "God"                                                                                        | John Lennon                                             | John Lennon/Plastic Ono Band                       | John Lennon Yoko Ono Phil Spector | 1970 | [ 40 ] |
| "God Save Oz"                                                                                | John Lennon Yoko Ono                                    | John Lennon Anthology                              | Yoko Ono Rob Stevens              | 1998 | [ 23 ] |
| "Going Down on Love"                                                                         | John Lennon                                             | Walls and Bridges                                  | John Lennon                       | 1974 | [ 22 ] |
| "Goodnight Vienna"                                                                           | John Lennon                                             | John Lennon Anthology                              | Yoko Ono Rob Stevens              | 1998 | [ 23 ] |
| "The Great Wok"                                                                              | John Lennon                                             | John Lennon Anthology                              | Yoko Ono Rob Stevens              | 1998 | [ 23 ] |
| "Grow Old with Me"                                                                           | John Lennon                                             | Milk and Honey                                     | John Lennon Yoko Ono              | 1984 | [ 32 ] |
| "Happy Xmas (War Is Over)" ‡ (John & Yoko/Plastic Ono Band com coro da comunidade do Harlem) | John Lennon Yoko Ono                                    | —                                                  | Phil Spector John Lennon Yoko Ono | 1971 | [ 41 ] |
| "Hard Times are Over"                                                                        | Yoko Ono †                                              | Double Fantasy                                     | John Lennon Yoko Ono Jack Douglas | 1980 | [ 30 ] |
| "Help Me to Help Myself"                                                                     | John Lennon                                             | Double Fantasy (edição de 2000)                    | John Lennon Yoko Ono Jack Douglas | 2000 | [ 42 ] |
| "Here We Go Again"                                                                           | John Lennon Phil Spector                                | Menlove Ave.                                       | John Lennon Phil Spector          | 1986 | [ 27 ] |
| "Hold On"                                                                                    | John Lennon                                             | John Lennon/Plastic Ono Band                       | John Lennon Yoko Ono Phil Spector | 1970 | [ 40 ] |
| "Honey Don't"                                                                                | Carl Perkins †                                          | John Lennon Signature Box                          | –                                 | 2010 | [ 43 ] |
| "Hound Dog" (ao vivo)                                                                        | Jerry Leiber Mike Stoller †                             | Live in New York City                              | Yoko Ono                          | 1986 | [ 34 ] |
| "How?"                                                                                       | John Lennon                                             | Imagine                                            | John Lennon Yoko Ono Phil Spector | 1971 | [ 35 ] |
| "How Do You Sleep?"                                                                          | John Lennon                                             | Imagine                                            | John Lennon Yoko Ono Phil Spector | 1971 | [ 35 ] |
| "I Don't Wanna Be a Soldier Mama"                                                            | John Lennon                                             | Imagine                                            | John Lennon Yoko Ono Phil Spector | 1971 | [ 35 ] |
| "I Don't Wanna Face It"                                                                      | John Lennon                                             | Milk and Honey                                     | John Lennon Yoko Ono              | 1984 | [ 32 ] |
| "I Found Out"                                                                                | John Lennon                                             | John Lennon/Plastic Ono Band                       | John Lennon Yoko Ono Phil Spector | 1970 | [ 40 ] |
| "I Know (I Know)"                                                                            | John Lennon                                             | Mind Games                                         | John Lennon                       | 1973 | [ 25 ] |
| "I Saw Her Standing There" (ao vivo)                                                         | John Lennon Paul McCartney                              | Lennon                                             | –                                 | 1990 | [ 44 ] |
| "I'm Losing You"                                                                             | John Lennon                                             | Double Fantasy                                     | John Lennon Yoko Ono Jack Douglas | 1980 | [ 30 ] |
| "I'm Moving On"                                                                              | Yoko Ono †                                              | Double Fantasy                                     | John Lennon Yoko Ono Jack Douglas | 1980 | [ 30 ] |
| "I'm Stepping Out" ‡                                                                         | John Lennon                                             | Milk and Honey                                     | John Lennon Yoko Ono              | 1984 | [ 32 ] |
| "I'm the Greatest"                                                                           | John Lennon                                             | John Lennon Anthology                              | Yoko Ono Rob Stevens              | 1998 | [ 23 ] |
| "I'm Your Angel"                                                                             | Yoko Ono †                                              | Double Fantasy                                     | John Lennon Yoko Ono Jack Douglas | 1980 | [ 30 ] |
| "Imagine" ‡                                                                                  | John Lennon Yoko Ono                                    | Imagine                                            | John Lennon Yoko Ono Phil Spector | 1971 | [ 35 ] |
| "Instant Karma!" ‡                                                                           | John Lennon                                             | —                                                  | Phil Spector                      | 1970 | [ 46 ] |
| "India, India"                                                                               | John Lennon                                             | John Lennon Signature Box                          | –                                 | 2010 | [ 43 ] |
| "Intuition"                                                                                  | John Lennon                                             | Mind Games                                         | John Lennon                       | 1973 | [ 25 ] |
| "Isolation"                                                                                  | John Lennon                                             | John Lennon/Plastic Ono Band                       | John Lennon Yoko Ono Phil Spector | 1970 | [ 40 ] |
| "It's Real"                                                                                  | John Lennon                                             | John Lennon Anthology                              | Yoko Ono Rob Stevens              | 1998 | [ 23 ] |
| "It's So Hard" ‡                                                                             | John Lennon                                             | Imagine                                            | John Lennon Yoko Ono Phil Spector | 1971 | [ 35 ] |
| "Jamrag" (ao vivo) · (com the Mothers of Invention)                                          | John Lennon Yoko Ono                                    | Some Time in New York City                         | John Lennon Yoko Ono Phil Spector | 1972 | [ 28 ] |
| "Jealous Guy"                                                                                | John Lennon                                             | Imagine                                            | John Lennon Yoko Ono Phil Spector | 1971 | [ 35 ] |
| "John & Yoko"                                                                                | John Lennon Yoko Ono                                    | Wedding Album                                      | John Lennon Yoko Ono              | 1969 | [ 26 ] |
| "John Sinclair" · (com Elephant's Memory)                                                    | John Lennon                                             | Some Time in New York City                         | John Lennon Yoko Ono Phil Spector | 1972 | [ 28 ] |
| "Just Because"                                                                               | Lloyd Price †                                           | Rock 'n' Roll                                      | Phil Spector                      | 1975 | [ 24 ] |
| "(Just Like) Starting Over" ‡                                                                | John Lennon                                             | Double Fantasy                                     | John Lennon Yoko Ono Jack Douglas | 1980 | [ 30 ] |
| "A Kiss Is Just a Kiss"                                                                      | Herman Hupfeld †                                        | John Lennon Anthology                              | Yoko Ono Rob Stevens              | 1998 | [ 23 ] |
| "Kiss Kiss Kiss"                                                                             | Yoko Ono †                                              | Double Fantasy                                     | John Lennon Yoko Ono Jack Douglas | 1980 | [ 30 ] |
| "Let Me Count the Ways"                                                                      | Yoko Ono †                                              | Milk and Honey                                     | John Lennon Yoko Ono              | 1984 | [ 32 ] |
| "Life Begins at 40"                                                                          | John Lennon                                             | John Lennon Anthology                              | Yoko Ono Rob Stevens              | 1998 | [ 23 ] |
| "Long Lost John"                                                                             | Traditional John Lennon                                 | John Lennon Anthology                              | Yoko Ono Rob Stevens              | 1998 | [ 23 ] |
| "Look at Me"                                                                                 | John Lennon                                             | John Lennon/Plastic Ono Band                       | John Lennon Yoko Ono Phil Spector | 1970 | [ 40 ] |
| "Love"                                                                                       | John Lennon                                             | John Lennon/Plastic Ono Band                       | John Lennon Yoko Ono Phil Spector | 1970 | [ 40 ] |
| "The Luck of the Irish" · (com Elephant's Memory)                                            | John Lennon Yoko Ono                                    | Some Time in New York City                         | John Lennon Yoko Ono Phil Spector | 1972 | [ 28 ] |
| "Lucy in the Sky with Diamonds" (ao vivo)                                                    | John Lennon Paul McCartney                              | Lennon                                             | –                                 | 1990 | [ 44 ] |
| "Maggie Mae"                                                                                 | John Lennon Paul McCartney George Harrison Ringo Starr  | John Lennon Anthology                              | Yoko Ono Rob Stevens              | 1998 | [ 23 ] |
| "Meat City"                                                                                  | John Lennon                                             | Mind Games                                         | John Lennon                       | 1973 | [ 25 ] |
| "Medley: Bring It on Home to Me/Send Me Some Lovin'"                                         | Sam Cooke John Marascalco Leo Price †                   | Rock 'n' Roll                                      | John Lennon                       | 1975 | [ 24 ] |
| "Medley: Rip It Up/Ready Teddy"                                                              | Robert Blackwell John Marascalco †                      | Rock 'n' Roll                                      | John Lennon                       | 1975 | [ 24 ] |
| "Mind Games" ‡                                                                               | John Lennon                                             | Mind Games                                         | John Lennon                       | 1973 | [ 25 ] |
| "Money (That's What I Want)" (ao vivo) (Plastic Ono Band)                                    | Janie Bradford Berry Gordy †                            | Live Peace in Toronto 1969                         | John Lennon Yoko Ono              | 1969 | [ 31 ] |
| "Mother" ‡                                                                                   | John Lennon                                             | John Lennon/Plastic Ono Band                       | John Lennon Yoko Ono Phil Spector | 1970 | [ 40 ] |
| "Move Over Ms. L" ‡                                                                          | John Lennon                                             | Single sem álbum (lado B de "Stand by Me")         | John Lennon                       | 1975 | [ 47 ] |
| "Mr. Hyde's Gone (Don't Be Afraid)"                                                          | John Lennon                                             | John Lennon Anthology                              | Yoko Ono Rob Stevens              | 1998 | [ 23 ] |
| "Mucho Mungo"                                                                                | John Lennon                                             | John Lennon Anthology                              | Yoko Ono Rob Stevens              | 1998 | [ 23 ] |
| "My Baby Left Me"                                                                            | Arthur Crudup †                                         | Menlove Ave.                                       | John Lennon Phil Spector          | 1986 | [ 27 ] |
| "My Life"                                                                                    | John Lennon                                             | John Lennon Anthology                              | Yoko Ono Rob Stevens              | 1998 | [ 23 ] |
| "My Mummy's Dead"                                                                            | John Lennon                                             | John Lennon/Plastic Ono Band                       | John Lennon Yoko Ono Phil Spector | 1970 | [ 40 ] |
| "New York City" · (com Elephant's Memory)                                                    | John Lennon                                             | Some Time in New York City                         | John Lennon Yoko Ono Phil Spector | 1972 | [ 28 ] |
| "No Bed for Beatle John"                                                                     | John Lennon Yoko Ono                                    | Unfinished Music No. 2: Life with the Lions        | John Lennon Yoko Ono              | 1969 | [ 29 ] |
| "Nobody Loves You (When You're Down and Out)"                                                | John Lennon                                             | Walls and Bridges                                  | John Lennon                       | 1974 | [ 22 ] |
| "Nobody Told Me" ‡                                                                           | John Lennon                                             | Milk and Honey                                     | John Lennon Yoko Ono              | 1984 | [ 32 ] |
| "Now and Then" (demo)                                                                        | John Lennon                                             | –                                                  | –                                 | –    | [ 37 ] |
| "Nutopian International Anthem"                                                              | John Lennon                                             | Mind Games                                         | John Lennon                       | 1973 | [ 25 ] |
| "O' Sanity"                                                                                  | Yoko Ono †                                              | Milk and Honey                                     | John Lennon Yoko Ono              | 1984 | [ 32 ] |
| "Oh My Love"                                                                                 | John Lennon Yoko Ono                                    | Imagine                                            | John Lennon Yoko Ono Phil Spector | 1971 | [ 35 ] |
| "Oh Yoko!"                                                                                   | John Lennon                                             | Imagine                                            | John Lennon Yoko Ono Phil Spector | 1971 | [ 35 ] |
| "Old Dirt Road"                                                                              | John Lennon Harry Nilsson                               | Walls and Bridges                                  | John Lennon                       | 1974 | [ 22 ] |
| "One Day (At a Time)"                                                                        | John Lennon                                             | Mind Games                                         | John Lennon                       | 1973 | [ 25 ] |
| "One of the Boys"                                                                            | John Lennon                                             | John Lennon Signature Box                          | –                                 | 2010 | [ 43 ] |
| "Only People"                                                                                | John Lennon                                             | Mind Games                                         | John Lennon                       | 1973 | [ 25 ] |
| "Only You"                                                                                   | Buck Ram †                                              | John Lennon Anthology                              | Yoko Ono Rob Stevens              | 1998 | [ 23 ] |
| "Open Your Box" ‡ (Yoko Ono/Plastic Ono Band)                                                | Yoko Ono †                                              | Single sem álbum (lado B de "Power to the People") | John Lennon Yoko Ono              | 1971 | [ 49 ] |
| "Out the Blue"                                                                               | John Lennon                                             | Mind Games                                         | John Lennon                       | 1973 | [ 25 ] |
| "Peggy Sue"                                                                                  | Jerry Allison Norman Petty †                            | Rock 'n' Roll                                      | John Lennon                       | 1975 | [ 24 ] |
| "Power to the People" ‡ (John Lennon/Plastic Ono Band)                                       | John Lennon                                             | —                                                  | Phil Spector John Lennon Yoko Ono | 1971 | [ 50 ] |
| "Radio Play"                                                                                 | John Lennon Yoko Ono                                    | Unfinished Music No. 2: Life with the Lions        | John Lennon Yoko Ono              | 1969 | [ 29 ] |
| "Real Love"                                                                                  | John Lennon                                             | Imagine: John Lennon (trilha sonora)               | John Lennon                       | 1988 | [ 51 ] |
| "Remember"                                                                                   | John Lennon                                             | John Lennon/Plastic Ono Band                       | John Lennon Yoko Ono Phil Spector | 1970 | [ 40 ] |
| "The Rishi Kesh Song"                                                                        | John Lennon                                             | John Lennon Anthology                              | Yoko Ono Rob Stevens              | 1998 | [ 23 ] |
| "Rock and Roll People"                                                                       | John Lennon                                             | Menlove Ave.                                       | John Lennon Phil Spector          | 1986 | [ 27 ] |
| "Satire 1"                                                                                   | John Lennon                                             | John Lennon Anthology                              | Yoko Ono Rob Stevens              | 1998 | [ 23 ] |
| "Satire 2"                                                                                   | John Lennon                                             | John Lennon Anthology                              | Yoko Ono Rob Stevens              | 1998 | [ 23 ] |
| "Satire 3"                                                                                   | John Lennon                                             | John Lennon Anthology                              | Yoko Ono Rob Stevens              | 1998 | [ 23 ] |
| "Scared"                                                                                     | John Lennon                                             | Walls and Bridges                                  | John Lennon                       | 1974 | [ 22 ] |
| "Scumbag" (ao vivo) · (com the Mothers of Invention)                                         | John Lennon Yoko Ono Frank Zappa                        | Some Time in New York City                         | John Lennon Yoko Ono Phil Spector | 1972 | [ 28 ] |
| "Serve Yourself"                                                                             | John Lennon                                             | John Lennon Anthology                              | Yoko Ono Rob Stevens              | 1998 | [ 23 ] |
| "Sisters, O Sisters" ‡ · (com Elephant's Memory)                                             | Yoko Ono †                                              | Some Time in New York City                         | John Lennon Yoko Ono Phil Spector | 1972 | [ 28 ] |
| "Sleepless Night"                                                                            | Yoko Ono †                                              | Milk and Honey                                     | John Lennon Yoko Ono              | 1984 | [ 32 ] |
| "Slippin' and Slidin'"                                                                       | Eddie Bo Albert Collins Little Richard James Smith †    | Rock 'n' Roll                                      | John Lennon                       | 1975 | [ 24 ] |
| "Stand by Me" ‡                                                                              | Jerry Leiber Mike Stoller Ben E. King †                 | Rock 'n' Roll                                      | John Lennon                       | 1975 | [ 24 ] |
| "Steel and Glass"                                                                            | John Lennon                                             | Walls and Bridges                                  | John Lennon                       | 1974 | [ 22 ] |
| "Stranger's Room"                                                                            | John Lennon                                             | John Lennon Anthology                              | Yoko Ono Rob Stevens              | 1998 | [ 23 ] |
| "Sunday Bloody Sunday" · (com Elephant's Memory)                                             | John Lennon Yoko Ono                                    | Some Time in New York City                         | John Lennon Yoko Ono Phil Spector | 1972 | [ 28 ] |
| "Surprise, Surprise (Sweet Bird of Paradox)"                                                 | John Lennon                                             | Walls and Bridges                                  | John Lennon                       | 1974 | [ 22 ] |
| "Sweet Little Sixteen"                                                                       | Chuck Berry †                                           | Rock 'n' Roll                                      | Phil Spector                      | 1975 | [ 24 ] |
| "Tight A$"                                                                                   | John Lennon                                             | Mind Games                                         | John Lennon                       | 1973 | [ 25 ] |
| "To Know Her Is to Love Her"                                                                 | Phil Spector †                                          | Menlove Ave.                                       | John Lennon Phil Spector          | 1986 | [ 27 ] |
| "Two Minutes Silence"                                                                        | John Lennon Yoko Ono                                    | Unfinished Music No. 2: Life with the Lions        | John Lennon Yoko Ono              | 1969 | [ 29 ] |
| "Two Virgins Side One"                                                                       | John Lennon Yoko Ono                                    | Unfinished Music No. 1: Two Virgins                | John Lennon Yoko Ono              | 1968 | [ 52 ] |
| "Two Virgins Side Two"                                                                       | John Lennon Yoko Ono                                    | Unfinished Music No. 1: Two Virgins                | John Lennon Yoko Ono              | 1968 | [ 52 ] |
| "Walking on Thin Ice" ‡ (Yoko Ono)                                                           | Yoko Ono †                                              | —                                                  | John Lennon Yoko Ono Jack Douglas | 1981 | [ 54 ] |
| "Watching the Wheels" ‡                                                                      | John Lennon                                             | Double Fantasy                                     | John Lennon Yoko Ono Jack Douglas | 1980 | [ 30 ] |
| "Well (Baby Please Don't Go)" (ao vivo) · (com the Mothers of Invention)                     | Walter Ward †                                           | Some Time in New York City                         | John Lennon Yoko Ono Phil Spector | 1972 | [ 28 ] |
| "Well Well Well"                                                                             | John Lennon                                             | John Lennon/Plastic Ono Band                       | John Lennon Yoko Ono Phil Spector | 1970 | [ 40 ] |
| "We're All Water" · (com Elephant's Memory)                                                  | Yoko Ono †                                              | Some Time in New York City                         | John Lennon Yoko Ono Phil Spector | 1972 | [ 28 ] |
| "What You Got"                                                                               | John Lennon                                             | Walls and Bridges                                  | John Lennon                       | 1974 | [ 22 ] |
| "Whatever Gets You thru the Night" ‡                                                         | John Lennon                                             | Walls and Bridges                                  | John Lennon                       | 1974 | [ 22 ] |
| "Woman" ‡                                                                                    | John Lennon                                             | Double Fantasy                                     | John Lennon Yoko Ono Jack Douglas | 1980 | [ 30 ] |
| "Woman Is the Nigger of the World" ‡ · (com Elephant's Memory)                               | John Lennon Yoko Ono                                    | Some Time in New York City                         | John Lennon Yoko Ono Phil Spector | 1972 | [ 28 ] |
| "Working Class Hero"                                                                         | John Lennon                                             | John Lennon/Plastic Ono Band                       | John Lennon Yoko Ono Phil Spector | 1970 | [ 40 ] |
| "Ya Ya" ‡                                                                                    | Morgan Robinson Lee Dorsey Clarence Lewis Morris Levy † | Walls and Bridges                                  | John Lennon                       | 1974 | [ 22 ] |
| "Yer Blues" (ao vivo) (Plastic Ono Band)                                                     | John Lennon Paul McCartney                              | Live Peace in Toronto 1969                         | John Lennon Yoko Ono              | 1969 | [ 31 ] |
| "Yesterday" (paródia)                                                                        | John Lennon Paul McCartney                              | John Lennon Anthology                              | Yoko Ono Rob Stevens              | 1998 | [ 23 ] |
| "You Are Here"                                                                               | John Lennon                                             | Mind Games                                         | John Lennon                       | 1973 | [ 25 ] |
| "You Can't Catch Me"                                                                         | Chuck Berry †                                           | Rock 'n' Roll                                      | Phil Spector                      | 1975 | [ 24 ] |
| "You're the One"                                                                             | Yoko Ono †                                              | Milk and Honey                                     | Yoko Ono                          | 1984 | [ 32 ] |
| "Your Hands"                                                                                 | Yoko Ono †                                              | Milk and Honey                                     | John Lennon Yoko Ono              | 1984 | [ 32 ] |